# 新津春子
新津春子（1970年—，漢名郭春艳，婚前和姓田中），日本著名清潔工，因其專業清潔技能而得「国宝级日本人」美譽。
新津春子為遺華日僑出身，於瀋陽市出生並成長，其生父為戰後滯華的滿洲國日本移民，母及繼父為当地人，繼父姓郭。1987年其17歲時随生父移民日本，因而隨生父姓氏取和名並歸化日籍。限于日语能力，她18岁才开始读高中，高中毕业后开始工作，23岁起在羽田机场做清洁工作。1997年，她在日本全国 “清扫技能选手权赛”中获得第一名（同時為當時最年輕夺冠者），因此事為日本大眾所知並被譽為「日本第一清潔工」。羽田机场的数百人的清扫团队在她的领导下，数年间被评为“世界最清洁的机场”。
新津春子也著有数本关于清洁、清扫的书籍，并被翻译成中文。